# Altona (Indiana)
|  | Per a altres significats, vegeu «Altona». |

Altona és una població dels Estats Units a l'estat d'Indiana. Segons el cens del 2000 tenia 198 habitants.

## Demografia
Segons el cens del 2000, Altona tenia 198 habitants, 89 habitatges, i 50 famílies. La densitat de població era de 305,8 habitants per km².
Dels 89 habitatges en un 22,5% hi vivien nens de menys de 18 anys, en un 41,6% hi vivien parelles casades, en un 12,4% dones solteres, i en un 43,8% no eren unitats familiars. En el 39,3% dels habitatges hi vivien persones soles el 19,1% de les quals corresponia a persones de 65 anys o més que vivien soles. El nombre mitjà de persones vivint en cada habitatge era de 2,22 i el nombre mitjà de persones que vivien en cada família era de 3.
Per edats la població es repartia de la següent manera: un 21,2% tenia menys de 18 anys, un 11,6% entre 18 i 24, un 25,8% entre 25 i 44, un 23,2% de 45 a 60 i un 18,2% 65 anys o més.
L'edat mediana era de 37 anys. Per cada 100 dones de 18 o més anys hi havia 102,6 homes.
La renda mediana per habitatge era de 28.958 $ i la renda mediana per família de 36.042 $. Els homes tenien una renda mediana de 25.833 $ mentre que les dones 26.429 $. La renda per capita de la població era de 18.530 $. Entorn del 9,4% de les famílies i el 12,1% de la població estaven per davall del llindar de pobresa.

## Poblacions més properes
El següent diagrama mostra les poblacions més properes.